# División Hermann Göring
La 1.ª División Panzer de Paracaidistas Hermann Göring, en alemán 1. Fallschirm-Panzer-Division Hermann Göring (más conocida simplemente como División Hermann Göring) fue una unidad de élite de la Luftwaffe que intervino en diversos frentes durante la Segunda Guerra Mundial.

## Los orígenes
La división Hermann Göring tiene origen en la Polizei Abteilung z.b.V. "Wecke", creada el 23 de febrero de 1933 por el entonces ministro del Interior de Prusia, Hermann Göring, para combatir en el país las actividades de las formaciones comunistas. Convertida posteriormente en el Landespolizei Gruppe "Wecke" z.b.V. y luego en el Landespolizei Gruppe General Göring, la formación atravesó una primera fase de reorganización que comportó su completa motorización y un sustancial incremento de plantilla, recibiendo en octubre de 1935 la denominación de Regiment General Göring, bajo el mando del Oberstleutnant der Landespolizei Friedrich Wilhelm Jakoby.
Inmediatamente después Göring hizo que el regimiento fuese trasferido de la policía, en la que ya estaba empezando a tomar el poder Heinrich Himmler, el famoso Reichsführer-SS jefe toda la policía alemana del momento, a la recién creada Luftwaffe, de la que fue nombrado Comandante en Jefe. En esta fecha contaba con 1865 hombres, todos ellos voluntarios, y su estructura era la siguiente. 
- Regimentstab (Plana Mayor)
- Musikkorps (Banda de Música)
- I y II Jäger-Bataillonen (1.er y 2.° batallones de cazadores, infantería ligera)
- 13. Kradschützen-Kompanie (Motoristas)
- 15. Pionier-Kompanie (Zapadores)
- Reiterzug (Caballería)
- Nachrichtenzug (Sección de Transmisiones)
Cuando se realizó el traslado a la Luftwaffe, Hermann Göring autorizó la formación inmediata de un batallón paracaidista. Todos tenían que ser voluntarios y afines al Partido Nazi. Después de recibir una importante cantidad de peticiones, los voluntarios estuvieron entrenándose con la I Pionier Kompanie, uniéndose en una unidad que se denominó IV Fallschirmschützen-Bataillon (Batallón de Fusileros Paracaidistas). Esta unidad siguió perteneciendo al Regimiento Hermann Göring hasta marzo de 1938, cuando fueron apartados y enviados a un nuevo centro de entrenamiento paracaidista en Stendal para formar el cuadro de la primera unidad paracaidista de la Luftwaffe, la I./Fallschirmjäger-Regiment 1.

Bandera especial del Batallón del Regimiento "General Göring"

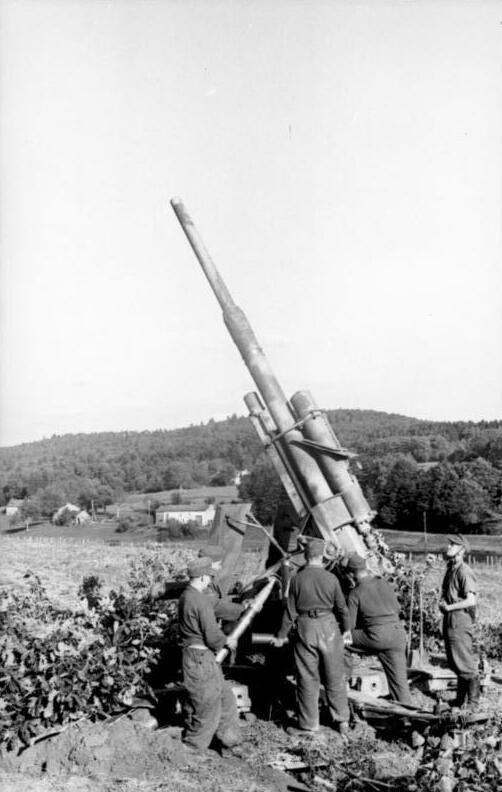
Cañón antiaéreo FlaK 36/37 de 88 mm.

Además, en esta división estuvo Luz Long, el reconocido atleta que tuvo un gesto de generosidad con el atleta estadounidense Jesse Owens en las Olimpiadas de Berlín de 1936.

## En la guerra
Tras participar en el Anschluss y la ocupación de los Sudetes, el regimiento combatió en Polonia, en 1939, en Noruega (Operación Weserübung) y en la Batalla de Francia.

Bandera del Jefe del Destacamento Policial

En 1941, el regimiento fue transferido primero a Rumanía y luego al Frente Oriental, como parte del Panzergruppe Von Kleist. Repatriado en marzo de 1942, tras haber sufrido fuertes pérdidas, el regimiento fue reorganizado y pasó a ser denominado Verstarktes Regiment (mot.) HG (Regimiento Reforzado Motorizado Hermann Göring). Poco después fue transferido a Francia para ser trasformado primero en una brigada (21 de julio) y luego en una división (17 de octubre).
Aunque la división se hallaba todavía incompleta fue enviada a la Campaña de Túnez, y algunos meses más tarde fue trasladada a Sicilia junto con los restos de las fuerzas del Eje Roma-Berlín-Tokio de la Campaña del norte de África. Tras el desembarco aliado en Sicilia (Operación Husky) luchó especialmente en la cabeza de playa de Gela y el área circundante, intentando en varias ocasiones reconquistar el cruce de carreteras de Piano Lupo en poder de las tropas estadounidenses. Dividida en dos grupos, inicia su retirada hacia el estrecho de Mesina, el primer grupo (Conrath) a lo largo de la carretera Gela-Caltagirone-Catania-Acireale-Adrano y el segundo (Schmalz) siguiendo la línea Randazzo-Taormina-Mesina.
Reunidos ambos grupos en el continente, no se corrió el riesgo de enviarla contra los Aliados desembarcados en Salerno (Operación Avalancha) debido a la clara superioridad enemiga. Desde ese momento inició una larga retirada a través de la península italiana, combatiendo en Mignano, en la línea del Volturno, en el río Garigliano y en Anzio en la Operación Shingle..
Redenominada 1. Fallschirm-Panzer-Division "Hermann Göring" el 24 de julio de 1944, fue retirada del frente italiano y transferida nuevamente al Frente Oriental: en la zona de Varsovia, junto con la 19.ª División Panzer y la 5.ª División Panzer SS Wiking contribuyó al cerco y aniquilamiento del III Cuerpo Acorazado soviético.
En las últimas fases de la guerra combatió en Tilsit (hasta enero de 1945), Łódź, el Neisse (marzo de 1945), Görlitz y Geising, al sur de Dresde, donde los últimos restos se rindieron al Ejército Rojo.

## Comandantes
- Oberst der Landespolizei Walther Wecke (23 de febrero de 1933 a 5 de junio de 1934).
- Oberstleutnant der Landespolizei Friedrich Wilhelm Jakoby (6 de junio de 1934 a 12 de agosto de 1936).
- Major Walther von Axthelm (13 de agosto de 1936 a 31 de mayo de 1940).
- Oberst Paul Conrath (1 de junio de 1940 a 14 de abril de 1944).
- Generalmajor Wilhelm Schmalz (16 de abril de 1944 a 30 de septiembre de 1944).
- Generalmajor Horst von Necker (1 de octubre de 1944 a 8 de febrero de 1945).
- Generalmajor Max Lemke (9 de febrero de 1945 a 8 de mayo de 1945).

- Datos: Q682797
- Multimedia: Fallschirm-Panzer-Division 1 Hermann Göring / Q682797